# Százhalombatta-Földvár
Százhalombatta-Földvár egy bronzkori lelőhely a Duna jobb partján, Százhalombatta város közelében, 30 km-re délre Budapesttől. Közép-Európa egyik legnagyobb mérsékelt övi települése ebből az időszakból. A lelőhelyen jelenleg is zajlanak az ásatások, és új, fontos adatok kerülnek felszínre, amelyek részletes és képet tárnak fel a bronzkori életről i. e. 2000–1400 között. 

## Fordítás
Ez a szócikk részben vagy egészben  a   Százhalombatta-Földvár című angol Wikipédia-szócikk ezen változatának fordításán alapul.  Az eredeti cikk szerkesztőit annak laptörténete sorolja fel. Ez a jelzés csupán a megfogalmazás eredetét és a szerzői jogokat jelzi, nem szolgál a cikkben szereplő információk forrásmegjelöléseként.